# Boogie Wonderland
Singles par Earth, Wind & Fire
September
(1978) After the Love Has Gone
(1979)
Singles par The Emotions
Walking the Line
(1979) What's the Name of Your Love?
(1979)
Clip vidéo
[vidéo] « Boogie Wonderland », sur YouTube
Pistes de I Am
Let Your Feelings Show
(4) Star
(6)
Boogie Wonderland est une chanson d'Earth, Wind and Fire et The Emotions. Elle est sortie le 20 mars 1979 comme premier single du neuvième album d'Earth, Wind and Fire, I Am (1979).
La chanson s'est classée à la quatorzième place du Billboard Disco Top 80, à la sixième place du Billboard Hot 100 et à la deuxième place du Billboard Hot Soul Singles aux États-Unis. Elle atteint également le top 10 de plusieurs hit-parades, notamment ceux de la France, la Belgique, le Royaume-Uni et les Pays-Bas. Elle a été certifiée or aux États-Unis et platine au Royaume-Uni,.
Aux Grammy Awards de 1980, Boogie Wonderland remporte le prix de la « meilleure prestation instrumentale R&B » et a également été nommée dans la catégorie du « meilleur enregistrement disco »,.

## Historique
La chanson est écrite par Allee Willis et Jon Lind et produite par Maurice White, membre fondateur d'Earth, Wind and Fire, et Al McKay,. C'est une chanson notable de la période disco[réf. souhaitée].

## Distinctions
| Publication     | Country     | Accolade                                                 | Année | Rang |
| --------------- | ----------- | -------------------------------------------------------- | ----- | ---- |
| Gary Mulholland | Royaume-Uni | This Is Uncool : les 500 meilleures singles de Punk Rock | 2002  | *    |
| Dave Marsh      | États-Unis  | The 1001 Greatest Singles Ever Made                      | 1989  | 737  |
| Bruce Pollock   | États-Unis  | Les 7,500 plus importantes chansons de 1944-2000         | 2005  | *    |
| Panorama        | Norvège     | Les 30 meilleures singles des années 1970-1998           | 1999  | 13   |

## Liste des pistes
| A. | Boogie Wonderland                | 4:55 |
| B. | Boogie Wonderland (Instrumental) | 4:56 |

## Personnel
- Maurice White – chant et chœurs, drums, kalimba
- Philip Bailey – chœurs, congas, percussion
- Verdine White – basse
- Ralph Johnson – percussion
- Al McKay & Marlo Henderson – guitare
- Larry Dunn – piano, Oberheim et Moog
- Fred White – drums
- Don Myrick – saxophone alto, ténor et baryton
- The Emotions – chœurs
- Daniel Smith, Delores Bing, Jacqueline Lustgarten, Jan Kelley, John Walz, Kevan Torfeh, Larry Corbett, Miguel Martinez – violoncelle
- Barbara Korn, Sidney Muldrow, Richard Perissi, Marilyn Robinson – cor d'harmonie
- George Bohanon, Garnett Brown, Bill Reichenbach Jr., Louis Satterfield, Benjamin Powell, Maurice Spears – trombone
- Johnny Graham – guitare
- Fred Jackson, Jr., Herman Riley, Jerome Richardson – saxophones supplémentaires
- Richard Lepore – Timpani
- Oscar Brashear, Bobby Bryant, Michael Harris, Jerry Hey, Elmer Brown, Rahmlee Michael Davis, Steve Madaio – trompettes
- James Ross, Laurie Woods, Linda Lipsett, Marilyn Baker, Rollice Dale, Virginia Majewski – alto
- Anton Sen, Sherman Bryana, Carl LaMagna, Cynthia Kovaks, Gina Kronstadt, Haim Shtrum, Harris Goldman, Henry Ferber, Henry Roth, Ilkka Talvi, Jack Gootkin, Jerome Reisler, Jerome Webster, Joseph Goodman, Joseph Livoti, Judith Talvi, Leeana Sherman, Marcy Dicterow, Pamela Gates, Pavel Farkas, Ronald Clarck, Rosmen Torfeh, Sheldon Sanov, William Henderson – violon
- Steve Poskitt – batteur suppléant

## Classements et certifications
| Classement (1979)                      | Meilleure position |
| -------------------------------------- | ------------------ |
| Afrique du Sud (Springbok Top 20)      | 17                 |
| Allemagne de l'Ouest (Media Control)   | 25                 |
| Australie (Kent Music Report)          | 5                  |
| Belgique (Flandre Ultratop 50 Singles) | 4                  |
| Canada (Top Singles)                   | 11                 |
| Canada (Disco Playlist)                | 4                  |
| Espagne (AFE)                          | 6                  |
| États-Unis (Hot 100)                   | 6                  |
| États-Unis (Hot Soul Singles)          | 2                  |
| États-Unis (Disco Action)              | 14                 |
| États-Unis (Cash Box Top 100)          | 5                  |
| Europe (Europarade)                    | 7                  |
| Finlande (Suomen virallinen lista)     | 10                 |
| France (IFOP)                          | 2                  |
| Irlande (IRMA)                         | 8                  |
| Italie (Musica e dischi)               | 15                 |
| Japon (Oricon)                         | 23                 |
| Norvège (VG-lista)                     | 2                  |
| Nouvelle-Zélande (RMNZ)                | 7                  |
| Pays-Bas (Nederlandse Top 40)          | 4                  |
| Pays-Bas (Nationale Hitparade)         | 4                  |
| Rhodésie (Hits of the Week)            | 2                  |
| Royaume-Uni (UK Singles Chart)         | 4                  |
| Suède (Sverigetopplistan)              | 7                  |

| Classement (2011-2012) | Meilleure position |
| ---------------------- | ------------------ |
| France (SNEP)          | 39                 |

| Classement (1979)              | Position |
| ------------------------------ | -------- |
| Australie (Kent Music Report)  | 56       |
| Belgique (Flandre Ultratop 50) | 34       |
| Canada (Top Singles)           | 114      |
| États-Unis (Hot 100)           | 57       |
| États-Unis (Hot Soul Singles)  | 55       |
| États-Unis (Cash Box)          | 33       |
| France (SNEP)                  | 57       |
| Italie (Musica e dischi)       | 54       |
| Nouvelle-Zélande (RMNZ)        | 30       |
| Pays-Bas (Nederlandse Top 40)  | 27       |
| Pays-Bas (Nationale Hitparade) | 40       |
| Royaume-Uni (UK Singles Chart) | 22       |

### Certifications
| Région                                                                         | Certification | Ventes/Streams |
| ------------------------------------------------------------------------------ | ------------- | -------------- |
| Danemark (IFPI)                                                                | Or            | 45 000‡        |
| États-Unis (RIAA)                                                              | Or            | 1 000 000^     |
| Italie (FIMI)                                                                  | Or            | 35 000‡        |
| Royaume-Uni (BPI) ventes physiques                                             | Or            | 500 000^       |
| Royaume-Uni (BPI) ventes depuis 2015                                           | Platine       | 600 000‡       |
| ^Mise en rayon selon la certification ‡ventes/streaming selon la certification |               |                |

## Remixes
- Boogie Wonderland (Bimbo Jones Radio Edit) - 3:08
- Boogie Wonderland (Bimbo Jones 12 inch Version) - 7:58

## Dans la culture populaire
La chanson apparaît au début du film Madagascar, ainsi que dans les films Intouchables, Caddyshack, Happy Feet et The Nice Guys.